# Giải Pulitzer cho tác phẩm lịch sử
Giải Pulitzer cho tác phẩm lịch sử (tiếng Anh: Pulitzer Prize for History) là một giải thưởng văn học của Hoa Kỳ được thiết lập năm 1917, dành cho những tác phẩm xuất sắc về lịch sử Hoa Kỳ. Nhiều sách lịch sử cũng được trao trong các Giải Pulitzer cho tác phẩm phi hư cấu nói chung và Giải Pulitzer cho Tiểu sử và Tự truyện
Tính đến nay, có ba người đã đoạt giải này 2 lần: 
- Margaret Leech, cho quyển Reveille in Washington, 1860–1865 trong năm 1941 và In the Days of McKinley trong năm 1960
- Bernard Bailyn, cho quyển The Ideological Origins of the American Revolution trong năm 1968 và Voyagers to the West: A Passage in the Peopling of America on the Eve of the Revolution trong năm 1987
- Paul Horgan, cho quyển Great River: The Rio Grande in North American History trong năm 1955 và Lamy of Santa Fe trong năm 1976.

## Những người đoạt giải[1]

### Thập niên 1910
- 1917: With Americans of Past and Present Days của Jean Jules Jusserand
- 1918: A History of the Civil War, 1861-1865 của James Ford Rhodes
- 1919: không trao giải

### Thập niên 1920
- 1920: The War with Mexico của Justin H. Smith
- 1921: The Victory at Sea của William Sowden Sims & Burton J. Hendrick
- 1922: The Founding of New England của James Truslow Adams
- 1923: The Supreme Court in United States History của Charles Warren
- 1924: The American Revolution: A Constitutional Interpretation của Charles Howard McIlwain
- 1925: History of the American Frontier của Frederic L. Paxson
- 1926: A History of the United States của Edward Channing
- 1927: Pinckney's Treaty của Samuel Flagg Bemis
- 1928: Main Currents in American Thought của Vernon Louis Parrington
- 1929: The Organization and Administration of the Union Army, 1861–1865 của Fred Albert Shannon

### Thập niên 1930
- 1930: The War of Independence của Claude H. Van Tyne
- 1931: The Coming of the War, 1914 của Bernadotte E. Schmitt
- 1932: My Experiences in the World War của John J. Pershing
- 1933: The Significance of Sections in American History của Frederick J. Turner
- 1934: The People's Choice của Herbert Agar
- 1935: The Colonial Period of American History của Charles McLean Andrews
- 1936: A Constitutional History of the United States của Andrew C. McLaughlin
- 1937: The Flowering of New England, 1815–1865 của Van Wyck Brooks
- 1938: The Road to Reunion, 1865–1900 của Paul Herman Buck
- 1939: A History of American Magazines của Frank Luther Mott

### Thập niên 1940
- 1940: Abraham Lincoln: The War Years của Carl Sandburg
- 1941: The Atlantic Migration, 1607–1860 của Marcus Lee Hansen
- 1942: Reveille in Washington, 1860–1865 của Margaret Leech
- 1943: Paul Revere and the World He Lived In của Esther Forbes
- 1944: The Growth of American Thought của Merle Curti
- 1945: Unfinished Business của Stephen Bonsal
- 1946: The Age of Jackson của Arthur M. Schlesinger, Jr.
- 1947: Scientists Against Time của James Phinney Baxter III
- 1948: Across the Wide Missouri của Bernard DeVoto
- 1949: The Disruption of American Democracy của Roy Franklin Nichols

### Thập niên 1950
- 1950: Art and Life in America của Oliver W. Larkin
- 1951: The Old Northwest, Pioneer Period 1815–1840 của R. Carlyle Buley
- 1952: The Uprooted của Oscar Handlin
- 1953: The Era of Good Feelings của George Dangerfield
- 1954: A Stillness at Appomattox của Bruce Catton
- 1955: Great River: The Rio Grande in North American History của Paul Horgan
- 1956: The Age of Reform của Richard Hofstadter
- 1957: Russia Leaves the War: Soviet-American Relations, 1917–1920 của George F. Kennan
- 1958: Banks and Politics in America của Bray Hammond
- 1959: The Republican Era: 1869–1901 của Leonard D. White & Jean Schneider

### Thập niên 1960
- 1960: In the Days of McKinley của Margaret Leech
- 1961: Between War and Peace: The Potsdam Conference của Herbert Feis
- 1962: The Triumphant Empire: Thunder-Clouds Gather in the West, 1763–1766 của Lawrence H. Gipson
- 1963: Washington, Village and Capital, 1800–1878 của Constance McLaughlin Green
- 1964: Puritan Village: The Formation of a New England Town của Sumner Chilton Powell
- 1965: The Greenback Era của Irwin Unger
- 1966: The Life of the Mind in America của Perry Miller
- 1967: Exploration and Empire: The Explorer and the Scientist in the Winning of the American West của William H. Goetzmann
- 1968: The Ideological Origins of the American Revolution của Bernard Bailyn
- 1969: Origins of the Fifth Amendment của Leonard W. Levy

### Thập niên 1970
- 1970: Present at the Creation: My Years in the State Department của Dean Acheson
- 1971: Roosevelt: The Soldier Of Freedom của James MacGregor Burns
- 1972: Neither Black nor White của Carl N. Degler
- 1973: People of Paradox: An Inquiry Concerning the Origins of American Civilization của Michael Kammen
- 1974: The Americans: The Democratic Experience của Daniel J. Boorstin
- 1975: Jefferson and His Time của Dumas Malone
- 1976: Lamy of Santa Fe của Paul Horgan
- 1977: The Impending Crisis, 1848–1861 của David M. Potter (do Don E. Fehrenbacher biên tập và bổ sung)
- 1978: The Visible Hand: The Managerial Revolution in American Business của Alfred D. Chandler, Jr.
- 1979: The Dred Scott Case: Its Significance in American Law and Politics của Don E. Fehrenbacher

### Thập niên 1980
- 1980: Been in the Storm So Long của Leon F. Litwack
- 1981: American Education: The National Experience, 1783–1876 của Lawrence A. Cremin
- 1982: Mary Chesnut's Civil War của C. Vann Woodward
- 1983: The Transformation of Virginia, 1740–1790 của Rhys L. Isaac
- 1984: không trao giải
- 1985: Prophets of Regulation của Thomas K. McCraw
- 1986: ...the Heavens and the Earth: A Political History of the Space Age của Walter A. McDougall
- 1987: Voyagers to the West: A Passage in the Peopling of America on the Eve of the Revolution của Bernard Bailyn
- 1988: The Launching of Modern American Science, 1846–1876 của Robert V. Bruce
- 1989: Battle Cry of Freedom: The Civil War Era của James M. McPherson
- 1989: Parting the Waters: America in the King Years 1954–1963 của Taylor Branch

### Thập niên 1990
- 1990: In Our Image: America's Empire in the Philippines của Stanley Karnow
- 1991: A Midwife's Tale của Laurel Thatcher Ulrich
- 1992: The Fate of Liberty: Abraham Lincoln and Civil Liberties của Mark E. Neely, Jr.
- 1993: The Radicalism of the American Revolution của Gordon S. Wood
- 1994: không trao giải
- 1995: No Ordinary Time: Franklin and Eleanor Roosevelt: The Home Front in World War II của Doris Kearns Goodwin
- 1996: William Cooper's Town: Power and Persuasion on the Frontier of the Early American Republic của Alan Taylor
- 1997: Original Meanings: Politics and Ideas in the Making of the Constitution của Jack N. Rakove
- 1998: Summer for the Gods: The Scopes Trial and America's Continuing Debate Over Science and Religion của Edward J. Larson
- 1999: Gotham: A History of New York City to 1898 của Edwin G. Burrows và Mike Wallace

### Thập niên 2000
- 2000: Freedom From Fear: The American People in Depression and War, 1929–1945 của David M. Kennedy
  - The Cousins' Wars: Religion, Politics and the Triumph of Anglo-America của Kevin Phillips
  - Into the American Woods: Negotiators on the Pennsylvania Frontier của James H. Merrell
- 2001: Founding Brothers: The Revolutionary Generation của Joseph J. Ellis
  - The Right to Vote: The Contested History of Democracy in the United States của Alexander Keyssar
  - Way Out There in the Blue của Frances FitzGerald
- 2002: The Metaphysical Club: A Story of Ideas in America của Louis Menand
  - Deep Souths: Delta, Piedmont, and the Sea Island Society in the Age of Segregation của J. William Harris
  - Facing East from Indian Country: A Native History of Early America của Daniel K. Richter
- 2003: An Army at Dawn: The War in North Africa 1942–1943 của Rick Atkinson
  - At the Hands of Persons Unknown: The Lynching of Black America của Philip Dray
  - Rereading Sex: Battles Over Sexual Knowledge and Suppression in Nineteenth Century America của Helen Lefkowitz Horowitz
- 2004: A Nation Under Our Feet của Steven Hahn
  - Great Fortune: The Epic of Rockefeller Center của Daniel Okrent
  - They Marched Into Sunlight: War and Peace, Vietnam and America, October 1967 của David Maraniss
- 2005: Washington's Crossing của David Hackett Fischer
  - Arc of Justice: A Saga of Race, Civil Rights, and Murder in the Jazz Age của Kevin Boyle
  - Conjectures of Order: Intellectual Life and the American South, 1810-1860, volumes 1 & 2 của Michael O'Brien
- 2006: Polio: An American Story của David Oshinsky
  - New York Burning của Jill Lepore
  - The Rise of American Democracy: Jefferson to Lincoln của Sean Wilentz
- 2007: The Race Beat của Gene Roberts & Hank Klibanoff
  - Mayflower: A Story of Courage, Community, and War của Nathaniel Philbrick
  - Middle Passages: African American Journeys to Africa, 1787-2005 của James T. Campbell
- 2008: What Hath God Wrought: the Transformation of America, 1815–1848 của Daniel Walker Howe
  - The Coldest Winter: America and the Korean War của David Halberstam
  - Nixon and Kissinger: Partners in Power của Robert Dallek
- 2009: The Hemingses of Monticello: An American Family của Annette Gordon-Reed
  - The Liberal Hour: Washington and the Politics of Change in the 1960s của G. Calvin Mackenzie & Robert Weisbrot
  - This Republic of Suffering: Death and the American Civil War của Drew Gilpin Faust

### Thập niên 2010
- 2010: Lords of Finance: The Bankers Who Broke the World của Liaquat Ahamed
  - Empire of Liberty: A History of the Early Republic, 1789-1815 của Gordon S. Wood
  - Fordlandia: The Rise and Fall of Henry Ford's Forgotten Jungle City của Greg Grandin
- 2011: The Fiery Trial: Abraham Lincoln and American Slavery của Eric Foner
  - Confederate Reckoning: Power and Politics in the Civil War South của Stephanie McCurry
  - Eden on the Charles: The Making of Boston của Michael J. Rawson
- 2012: Malcolm X: A Life of Reinvention by Manning Marable
  - Empires, Nations & Families: A History of the North American West, 1800-1860 của Anne F. Hyde
  - The Eleventh Day: The Full Story of 9/11 and Osama Bin Laden của Anthony Summers & Robbyn Swan
  - Railroaded: The Transcontinentals and the Making of Modern America của Richard White
- 2013: Embers of War: The Fall of an Empire and the Making of America’s Vietnam của Fredrik Logevall
  - The Barbarous Years: The Peopling of British North America: The Conflict of Civilizations, 1600-1675 của Bernard Bailyn
  - Lincoln’s Code: The Laws of War in American History của John Fabian Witt
- 2014: The Internal Enemy: Slavery and War in Virginia, 1772-1832 của Alan Taylor (historian)
  - A Dreadful Deceit: The Myth of Race from the Colonial Era to Obama's America của Jacqueline Jones
  - Command and Control: Nuclear Weapons, the Damascus Accident and the Illusion of Safety của Eric Schlosser
- 2015: Encounters at the Heart of the World: A History of the Mandan People by Elizabeth A. Fenn[2]
  - Empire of Cotton: A Global History by Sven Beckert
  - An Empire on the Edge: How Britain Came to Fight America by Nick Bunker